# Byrehope Mount
Byrehope Mount är en kulle i Storbritannien.   Den ligger i kommunen Scottish Borders och riksdelen Skottland, i den centrala delen av landet, 500 km norr om huvudstaden London. Toppen på Byrehope Mount är 536 meter över havet, eller 144 meter över den omgivande terrängen. Bredden vid basen är 4,5 km.
Terrängen runt Byrehope Mount är kuperad åt nordväst, men åt sydost är den platt.Runt Byrehope Mount är det glesbefolkat, med 16 invånare per kvadratkilometer. Närmaste större samhälle är Livingston, 15,3 km norr om Byrehope Mount. Trakten runt Byrehope Mount består i huvudsak av gräsmarker.